# سرزمین خود خدا
سرزمین خودِ خدا (انگلیسی: God's Own Country) فیلمی بریتانیایی به کارگردانی فرانسیس لی است که در سال ۲۰۱۷ منتشر شد. دو بازیگر نقش اصلی این فیلم جاش اوکانر و الک سکارئانو هستند. این فیلم اشاره دارد به زندگی پسر کشاورزی که در مزارع یورکشایر کار می‌کند و ورود جوان رومانیایی به دنیای او زندگی اش را عوض می‌کند. این فیلم تنها تولید بریتانیایی بود که در نمایشگاه جهانی نمایش در جشنواره فیلم ساندنس ۲۰۱۷ در جشنواره بین‌المللی فیلم سینمایی جای گرفت و برنده جایزه کارگردانی شد.
فیلم دربارهٔ دو جوان همجنسگرا است که ضمن کار در مراتع شمال بریتانیا به یکدیگر علاقه‌مند می‌شوند. یکی از آنها پسری تنها و روستایی اهل بریتانیا است و دیگری کارگر مهاجری‌ست از رومانی.

## جوایز
- نامزد جایزه Australian Film Critics Association برای بهترین فیلم بین‌المللی انگلیسی زبان
- برنده جایزه Berlin International Film Festival در بخش هیت داوران
- نامزد جایزه Berlin International Film Festival در بخش Teddy Award
- نامزد جایزه British Academy Film Awards برای بهترین فیلم انگلیسی
- نامزد جایزه British Academy Film Awards برای بهترین ستاره فیلم
- نامزد جایزه British Independent Film Awards در بخش Douglas Hickox Award
- برنده جایزه British Independent Film Awards برای بهترین فیلم انگلیسی
- نامزد جایزه British Independent Film Awards برای بهترین کارگردانی
- نامزد جایزه British Independent Film Awards برای بهترین فیلمنامه
- برنده جایزه British Independent Film Awards برای بهترین بازیگر مرد
- نامزد جایزه British Independent Film Awards برای بهترین بازیگر نقش مکمل مرد
- نامزد جایزه British Independent Film Awards برای بهترین بازیگر نقش اول مرد
- نامزد جایزه British Independent Film Awards برای بهترین فیلمبرداری
- برنده جایزه British Independent Film Awards برای بهترین صدابرداری
- برنده جایزه Chicago International Film Festival برای بهترین فیلم
- برنده جایزه Dorian Awards برای بهترین فیلم
- برنده جایزه Edinburgh International Film Festival برای بهترین فیلم انگلیسی
- برنده جایزه Empire Awards برای بهترین فیلم انگلیسی
- برنده جایزه Empire Awards برای بهترین بازیگر مرد در بخش newcomer
- نامزد جایزه Empire Awards برای بهترین فیلمنامه
- برنده جایزه Evening Standard British Film Awards برای بهترین فیلم
- نامزد جایزه Evening Standard British Film Awards برای بهترین بازیگر نقش مکمل مرد
- برنده جایزه Evening Standard British Film Awards برای بهترین بازیگر نقش مکمل زن
- برنده جایزه Frameline Film Festival در بخش AT&T Audience Award
- برنده جایزه Satellite Awards برای بهترین فیلم
- برنده جایزه London Film Critics' Circle برای بهترین فیلم انگلیسی
- برده جایزه Stockholm International Film Festival برای بهترین کارگردانی
- برنده جایزه Stockholm International Film Festival برای بهترین بازیگر مرد
- نامزد جایزه Stockholm International Film Festival برای بهترین فیلم